# جورج لايلي
جورج لايلي هو لاعب هوكي الجليد كندي، ولد في 24 نوفمبر 1953 في شمال فانكوفر ‏ في كندا.

## وصلات خارجية
- جورج لايلي على موقع دوري الهوكي الوطني (الإنجليزية)
- جورج لايلي على موقع قاعة مشاهير الهوكي (لاعب أن.إتش.أل) (الإنجليزية)
- جورج لايلي على موقع EliteProspects.com (الإنجليزية)
- جورج لايلي على موقع HockeyDB.com (الإنجليزية)
- جورج لايلي على موقع Hockey-Reference.com (الإنجليزية)